# حمزة باشا
حمزة باشا سياسي عثماني شغل منصب والي مصر منذ 1683 حتى 1687.